# シンフォニー・オブ・エンチャンテッド・ランズ II
『シンフォニー・オブ・エンチャンテッド・ランズ II』(Symphony of Enchanted Lands II -The Dark Secret-)は2004年に発売されたイタリアのパワーメタルバンド、ラプソディーの5thアルバム。

## 解説
- 1stアルバムより続いていた「エメラルド・ソード・サーガ」が前作『パワー・オブ・ザ・ドラゴンフレイム』で終了し、本作より新たなストーリー「ダーク・シークレット・サーガ」が始まった。
- 本作がRhapsody名義での最後のアルバム。

## 収録曲
1. ザ・ダーク・シークレット〜イラ・デヴィナ - The Dark Secret～Ira Divina
2. アンホーリー・ウォークライ - Unholy Warcry
3. ネヴァー・フォゴットゥン・ヒーローズ - Never Forgotten Heroes
4. エルガード・グリーン・ヴァレイズ - Elgard's Green Valleys
5. ザ・マジック・オブ・ザ・ウィザーズ・ドリーム - The Magic of the Wizard's Dream
6. エリアンズ・ミスティカル・ライムズ〜ザ・ホワイト・ドラゴンズ・オーダー - Erian's Mystical Rhymes〜The White Dragon's Order
7. ザ・ラスト・エンジェルズ・コール - The Last Angels' Call
8. ドラゴンランズ・リヴァーズ - Dragonland's Rivers
9. セイクリッド・パワー・オブ・レイジング・ウインズ - Sacred Power of Raging Winds
10. ガーディアニ・デル・デスティノ - Guadiani Del Destino
11. シャドウズ・オブ・デス - Shadows of Death
12. ナイトフォール・オン・ザ・グレイ・マウンテンズ - Nightfall on the Grey Mountains

## メンバー
- Fabio Lione - vocals
- Luca Turilli - guitars
- Alex Staropoli - keyboards
- Patrice Guers - bass
- Alex Holzwarth - drums